# Beslan
Beslan (rusky Бесла́н; osetsky Беслӕн) je město v Severní Osetii-Alanii, republice na jihu Ruské federace v Severokavkazském federálním okruhu. Leží asi 15 km severně od hlavního města Vladikavkazu. Je třetím největším městem republiky (po Vladikavkazu a Mozdoku) a administrativním centrem oblasti Pravoberežnyj rajon. V Beslanu žije přibližně 36 tisíc obyvatel.
Beslan se nachází na důležité železniční trase Rostov na Donu – Baku, je zde odbočka na trať do Vladikavkazu. Beslan je průmyslově zemědělským městem s převahou produkce kukuřice, která začala být pěstována ve 40. letech 20. století.

## Historie
Město bylo založeno v roce 1847 migranty z jiných částí Osetie pod názvem Beslanykau, podle místního šlechtice Beslana Tulatova. Ve skutečnosti bylo ovšem město známé pod názvem Tulatovo, nebo Tulatovskoje. V roce 1941 bylo město přejmenováno na Iriston (Osetie) a v roce 1950 na nynější název Beslan, poté co v něm byla vlivem vysoké industrializace vytvořena vlastní samospráva.

### Beslanský masakr

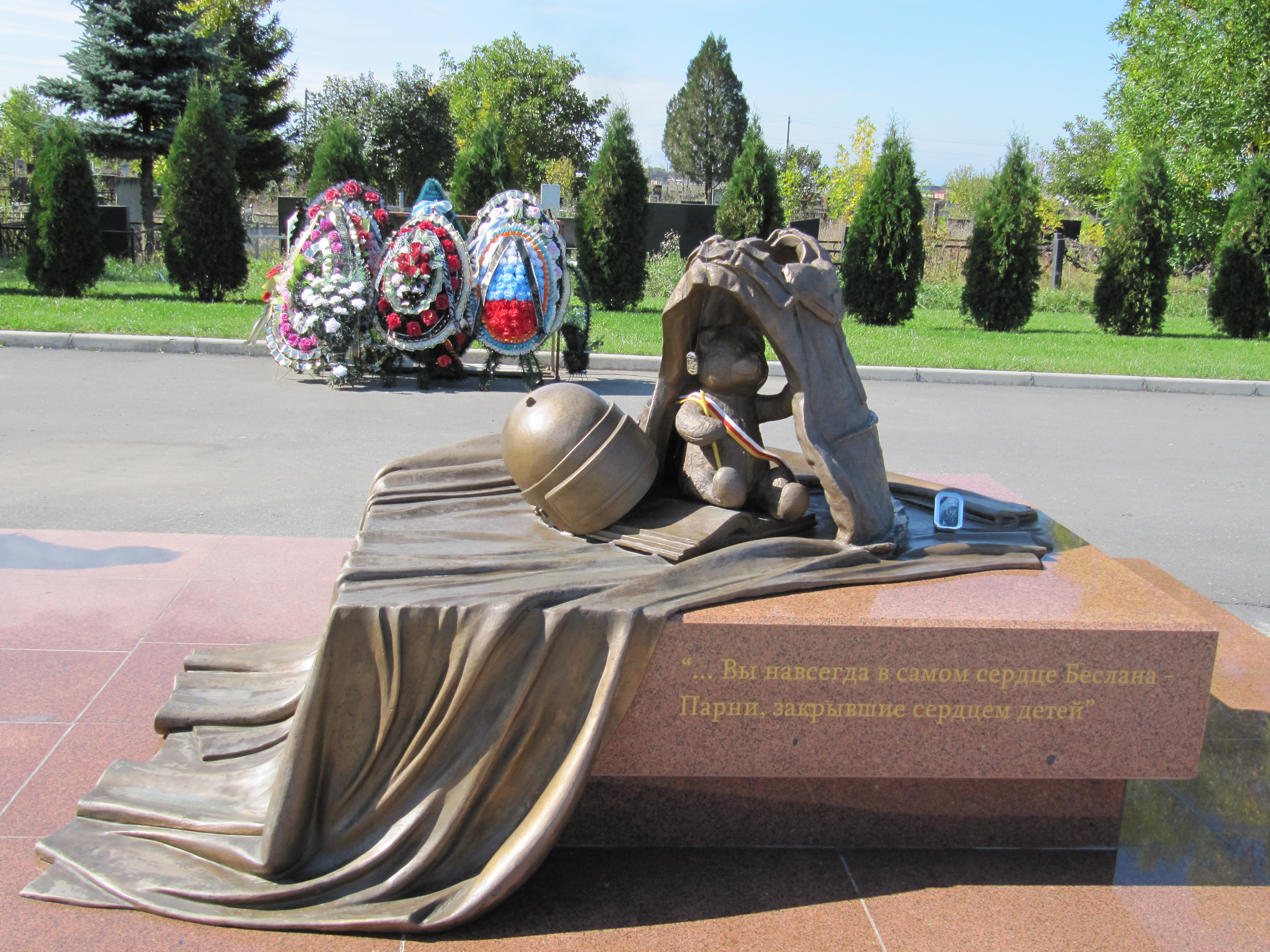
Památník tragédie v Beslanu

1. září 2004 se místní školy zmocnili teroristé (jejich počet se odhaduje na 32). Škola byla osvobozena až 3. září po krvavé přestřelce mezi teroristy a ruskými bezpečnostními silami, které vzaly školu útokem. Podle oficiálních údajů při tomto incidentu zemřelo 334 civilistů, z toho 186 dětí, a stovky dalších jich byly zraněny. Všichni teroristé byli zabiti až na jednoho, který byl zatčen a následně odsouzen na doživotí. Později byl ve vězení zavražděn.

## Obyvatelstvo
Etnické skupiny města (stav 2002):
- Oseti (81,77%)
- Rusové (13,51%)